# Julian Nagelsmann
Julian Nagelsmann (Landsberg am Lech, 23 juli 1987) is een Duits voetbaltrainer en voormalig profvoetballer. Hij werd in 2023 bondscoach bij het Duitse mannenvoetbalelftal.

## Spelerscarrière
Nagelsmann speelde in de jeugd voor TSV 1860 München en FC Augsburg. Een zware knieblessure maakte in 2008 echter vroegtijdig een einde aan zijn spelerscarrière. Oorspronkelijk wilde hij zich vervolgens richten op economie, maar Thomas Tuchel, zijn trainer bij Augsburg, wilde hem als scout en nam Nagelsmann aan.

## Trainerscarrière

### Jeugdteams en assistent
In 2008   werd hij assistent-trainer in de jeugd van Augsburg. In hetzelfde jaar trad hij in dienst van TSG 1899 Hoffenheim, waar hij assistent-trainer en later trainer werd van Hoffenheim onder 17. Tijdens het seizoen 2012/13 werd Nagelsmann assistent-trainer van het eerste elftal. In deze tijd werd hij weleens Baby Mourinho genoemd, als verwijzing naar zijn overeenkomsten met José Mourinho. In 2013 werd hij aangesteld als trainer van Hoffenheim onder 19. Die klus hield hij aan tot hij in februari 2016 werd voorgesteld als trainer van Hoffenheim.

### 1899 Hoffenheim
In februari 2016 volgde Nagelsmann Huub Stevens op, die met hartritmestoornissen kampte, als trainer van TSG 1899 Hoffenheim. Eigenlijk zou hij zijn taken pas na het seizoen overnemen. Nagelsmann ondertekende een contract tot 2019. Omdat hij destijds pas 28 jaar oud was, werd hij de jongste Bundesliga-trainer ooit. Op 13 februari 2016 debuteerde hij als hoofdtrainer in de Bundesliga met een 1–1 gelijkspel tegen Werder Bremen. Toen Nagelsmann hoofdtrainer werd bij Hoffenheim, stond de club in de degradatiezone, maar met zeven overwinningen en twee gelijke spelen onder Nagelsmann handhaafde Hoffenheim zich in de Bundesliga. In zijn eerste volledige seizoen bij Hoffenheim leidde Nagelsmann Hoffenheim naar de vierde plaats in de Bundesliga, waarmee Hoffenheim zich voor het eerst in de geschiedenis kwalificeerde voor de UEFA Champions League. In 2017 werd het contract van Nagelsmann bij Hoffenheim verlengd tot 2021.
In de play-offronde van de UEFA Champions League in augustus 2017 werd Hoffenheim uitgeschakeld door uiteindelijke finalist Liverpool. Vervolgens werd de club in de UEFA Europa League uitgeschakeld in de groepsfase. In dat seizoen eindigde Hoffenheim op derde plaats in de Bundesliga, de hoogste eindklassering in de clubgeschiedenis. Hiermee kwalificeerde Hoffenheim zich ook voor het eerst voor de groepsfase van de UEFA Champions League. Op 21 juni 2018 werd bekendgemaakt dat Nagelsmann aan het eind van het seizoen 2018/19 Hoffenheim zou verlaten. In Nagelsmann's laatste seizoen aan het roer bij Hoffenheim eindigde Hoffenheim op de negende plek in de Bundesliga.

### RB Leipzig
Vanaf het seizoen 2019/20 is Nagelsmann trainer van RB Leipzig. Hij ondertekende een vierjarig contract tot 2023. Op 18 augustus 2019 won Leipzig hun eerste wedstrijd onder leiding van Nagelsmann, tegen Union Berlin (0–4). In de UEFA Champions League werd Leipzig groepswinnaar, waardoor Leipzig zich voor het eerst in de clubgeschiedenis plaatste voor de knock-outfase van de UEFA Champions League. In de achtste finale werd Tottenham Hotspur over twee wedstrijden met 0–4 verslagen, waardoor Nagelsmann met zijn 32 jaar de jongste trainer werd die een tweeluik in de knock-outfase won. In de kwartfinale werd Atlético Madrid met 2–1 verslagen, waardoor Nagelsmann ook de jongste trainer werd die een team in de halve finale van de UEFA Champions League trainde.

### Bayern München
Op 27 april 2021 ondertekende Nagelsmann een vijfjarig contract bij Bayern München, dat per 1 juli 2021 inging. Hij verving op deze datum hoofdtrainer Hansi Flick. Naar verluidt betaalde Bayern München een afkoopsom van ongeveer €25.000.000,- aan RB Leipzig. Hij won met Bayern op 17 augustus 2021 de DFL-Supercup. Op 23 maart 2023 besloot Bayern München om Nagelsmann per direct te ontslaan.

### Duits voetbalelftal
Na het 1-4 verlies tijdens de oefenwedstrijd tegen Japan werd Hansi Flick ontslagen en kwam technisch directeur Rudi Völler bij Nagelsmann uit. Op 22 september 2023 ondertekende hij een contract bij de DFB tot 31 juli 2024. Hij werd hiermee de jongste bondscoach van Europa. In zijn eerste selectiekeuze koos hij voor ervaring door Mats Hummels en Thomas Müller terug te laten keren en werd de 32-jarige Kevin Behrens van 1. FC Union Berlin voor de eerste keer opgeroepen. Op 14 oktober 2023 zat hij voor de eerste keer op de bank tijdens de oefenwedstrijd tegen Amerika. In East Hartford werd met 1–3 gewonnen door doelpunten van İlkay Gündoğan, Niclas Füllkrug en Jamal Musiala. Zijn eerste debutant in het Duitse elftal was Chris Führich van VfB Stuttgart. Op 19 april 2024 verlengde Nagelsmann zijn contract tot 2026. Duitsland werd op het EK 2024 in eigen land groepswinnaar in een groep met Schotland, Hongarije en Zwitserland en won in de achtste finales van Denemarken (2–0), maar werd in de kwartfinales na een verlenging uitgeschakeld door Spanje (2–1). Nagelsmann werd in de openingswedstrijd tegen Schotland met 36 jaar en 327 dagen de jongste bondscoach ooit op het EK.

## Records en mijlpalen
- Nagelsmann was slechts 28 jaar oud toen Hoffenheim hem in februari 2016 aanstelde als hoofdtrainer. Daarmee werd hij de jongste permanente hoofdtrainer in de Bundesliga – hoewel Bernd Stöber slechts 24 jaar oud was toen hij op 23 oktober 1976 inviel als trainer van 1.FC Saarbrücken.[23]
- In augustus 2020 plaatste RB Leipzig zich onder Nagelsmann voor de halve finale van de Champions League. Op zijn 32e werd Nagelsmann zo de jongste trainer ooit in de halve finale van de UEFA Champions League. Het vorige record stond op naam van Didier Deschamps, die 35 jaar oud was toen hij in het seizoen 2003/04 de halve finale haalde met AS Monaco.[23][24]
- Met zijn afkoopsom van 25 miljoen euro werd hij op 27 april 2021 de duurste trainer aller tijden. Het vorige record stond op naam van André Villas-Boas, die in 2011 voor 15 miljoen euro was weggekocht bij FC Porto door Chelsea FC.[25]

## Erelijst
Als trainer
 Bayern München
- Bundesliga: 2021/22
- DFL-Supercup: 2021, 2022

Individueel als trainer
- VDV-Trainer van het Seizoen: 2016/17
- Duits Trainer van het Jaar: 2017

1 Neuer ·
2 Rüdiger ·
3 Raum ·
4 Tah ·
5 Groß ·
6 Kimmich ·
7 Havertz ·
8 Kroos ·
9 Füllkrug ·
10 Musiala ·
11 Führich ·
12 Baumann ·
13 Müller ·
14 Beier ·
15 Schlotterbeck ·
16 Anton ·
17 Wirtz ·
18 Mittelstädt ·
19 Sané ·
20 Henrichs ·
21 Gündoğan  ·
22 Ter Stegen ·
23 Andrich ·
24 Koch ·
25 Can ·
26 Undav ·
Coach: Nagelsmann